# Anders de la Motte
Anders de la Motte (Billesholm, 19 giugno 1971) è uno scrittore svedese di libri gialli.

## Biografia
Nato nel 1971 nel piccolo villaggio di Billesholm, vive e lavora a Lomma
Dal 1994 al 2002 ha lavorato come poliziotto a Stoccolma prima di trasferirsi a Copenaghen con l'incarico di responsabile della sicurezza della multinazionale Dell e lavorare spesso all'estero, in Europa, Medio Oriente e Africa.
Nel 2010 ha esordito nella narrativa con il thriller Il gioco, prima parte di una trilogia da 200000 copie vendute nella sola Svezia con protagonisti la detective Rebecca Normén dei Servizi Segreti Svedesi e il giovane immaturo Henrick (HP) Pettersson alle prese con trame intrise di fantapolitica e cyberspionaggio con riflessioni sulla privacy e la condivizione dei dati.
Nel 2015 UltiMatum è stato insignito del Premio svedese per la letteratura gialla per il miglior romanzo.

## Opere

### Trilogia HP Pettersson e Rebecca Normén
- Il gioco (Geim, 2010), Roma, Elliot, 2011 traduzione di Elisabetta Duina ISBN 978-88-6192-219-8.
- Buzz (2011)
- Bubble (2012)

### Serie delle stagioni
- Slutet på sommaren (2016)
- Höstdåd (2017)
- Vintereld (2018)

### Altri romanzi
- MemoRandom (2014), Milano, Mondadori, 2017 traduzione di Andrea Stringhetti, ISBN 978-88-04-65037-9.
- UltiMatum (2015)
- Il respiro della farfalla, Neri Pozza, 2023, ISBN 9791255020905
- L'uomo di vetro, Neri Pozza, 2024, ISBN 9788854530751

## Premi e riconoscimenti
- Premio svedese per la letteratura gialla: 2010 vincitore nella categoria "Miglior romanzo d'esordio" con Il gioco e 2015 vincitore nella categoria "Miglior romanzo" con Ultimatum